# پیمان ۱۸۷۶ ژاپن و کره
عهدنامه ژاپن-کره ۱۸۷۶ (انگلیسی: Japan–Korea Treaty of 1876)، پیمان نابرابر کانگوا، قراردادی تجاری بود که مابین امپراتوری ژاپن و پادشاهی چوسان در ۲۶ فوریه ۱۸۷۶ به امضا رسید.